# Gare de Valence-Rhône-Alpes-Sud TGV
Gare de Valence-Rhône-Alpes-Sud TGV vasútállomás Franciaországban, Valence településen.

## Vasútvonalak
Az állomást az alábbi vasútvonalak érintik:
- Combs-la-Ville-Saint-Louis-vasútvonal
- LGV Méditerranée
- Valence–Moirans-vasútvonal

## Kapcsolódó állomások
A vasútállomáshoz az alábbi állomások vannak a legközelebb:
- Gare de Valence-Ville
- Gare de Romans - Bourg-de-Péage
- Gare de Lyon-Saint-Exupéry TGV (LGV Rhône-Alpes)
- Gare d’Avignon TGV (LGV Méditerranée)